# Otto Forssell (jurist)

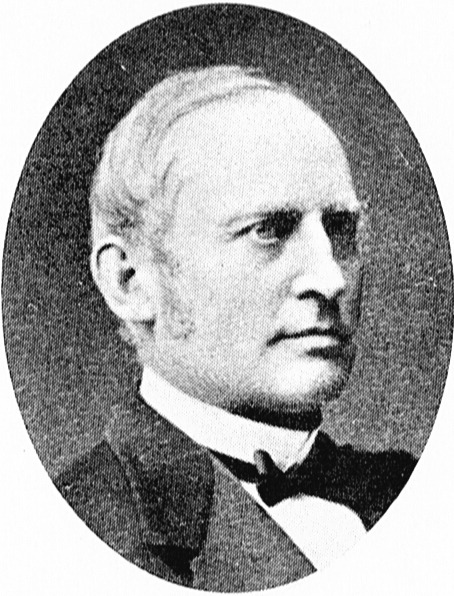
Otto Forssell.

Otto Herman Forssell, född 31 maj 1818 i Hudiksvalls församling, Gävleborgs län, död 15 mars 1901 i Hedvig Eleonora församling, Stockholms stad, var en svensk jurist och riksdagsman.
Forssell var hovrättsråd i Svea hovrätt. Han var även politiker och ledamot av riksdagens första kammare. Han låg 1888 bakom en motion med förslag till förändring av riksdagsordningen avseende en rättvisare fördelning av landets valkretsar. Valkretsarna i andra kammaren skulle bestå av upp till 30 000 invånare och det skulle motsvara ett riksdagsmandat. I första kammaren skulle mandatet motsvara 40 000 invånare. Han ville också att valen till första kammaren alltid skulle förrättas andra tisdagen i oktober månad.